# Потпаљивачица
Потпаљивачица (енгл. Firestarter) амерички је научнофантастични, хорор и трилер роман Стивена Кинга, објављен у септембру 1980. године. У јулу и августу 1980. у часопису Omni објављена су два одломка из романа. Године 1981. Потпаљивачица је номинована за најбољи роман на неколико додела награда. Филмска адаптација је објављена 1984. године.
Наставак у виду мини-серије, под називом Потпаљивачица 2, објављена је 2002. године за Sci-Fi Channel. Римејк је објављен 13. маја 2022. године.
Књига је посвећена ауторки Ширли Џексон: „У знак сећања на Ширли Џексон, која никада није морала да повиси глас.”

## Радња
Прво су један младић и једна девојка били субјекти најтајнијег владиног експеримента, осмишљеног да код учесника створи изванредне психичке моћи.
Онда су се тај младић и та девојка заљубили, венчали и добили дете. Ћерку.
Она је најслађа, најнеодољивија девојчица коју сте икада видели и зове се Чарли. Она је све што би поносни тата Енди и мама Вики могли да пожеле – и све чега би требало да се плаше.
Када је имала само годину дана, спалила је погледом свог плишаног меду. Када је напунила осам година, научила је да преузме контролу над својим осећањима. Сада може да запали ватру кад год пожели. И има моћ која може да уништи свет.
Али Радионица има другачије планове. Она жели свој пројекат назад.